# La Nouvelle Mission de Judex
Pour les articles homonymes, voir Judex (homonymie).
Pour plus de détails, voir Fiche technique et Distribution.
La Nouvelle Mission de Judex est un film muet français réalisé par Louis Feuillade en 1917 et sorti en 1918.

## Synopsis

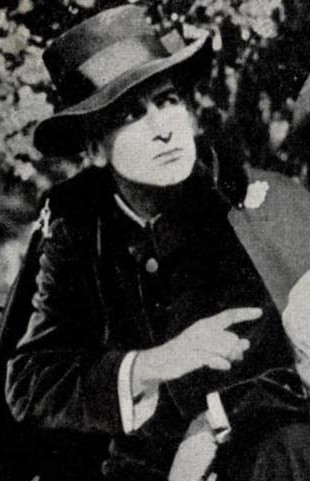
René Cresté dans le rôle de Judex.

Le film se compose de douze épisodes:

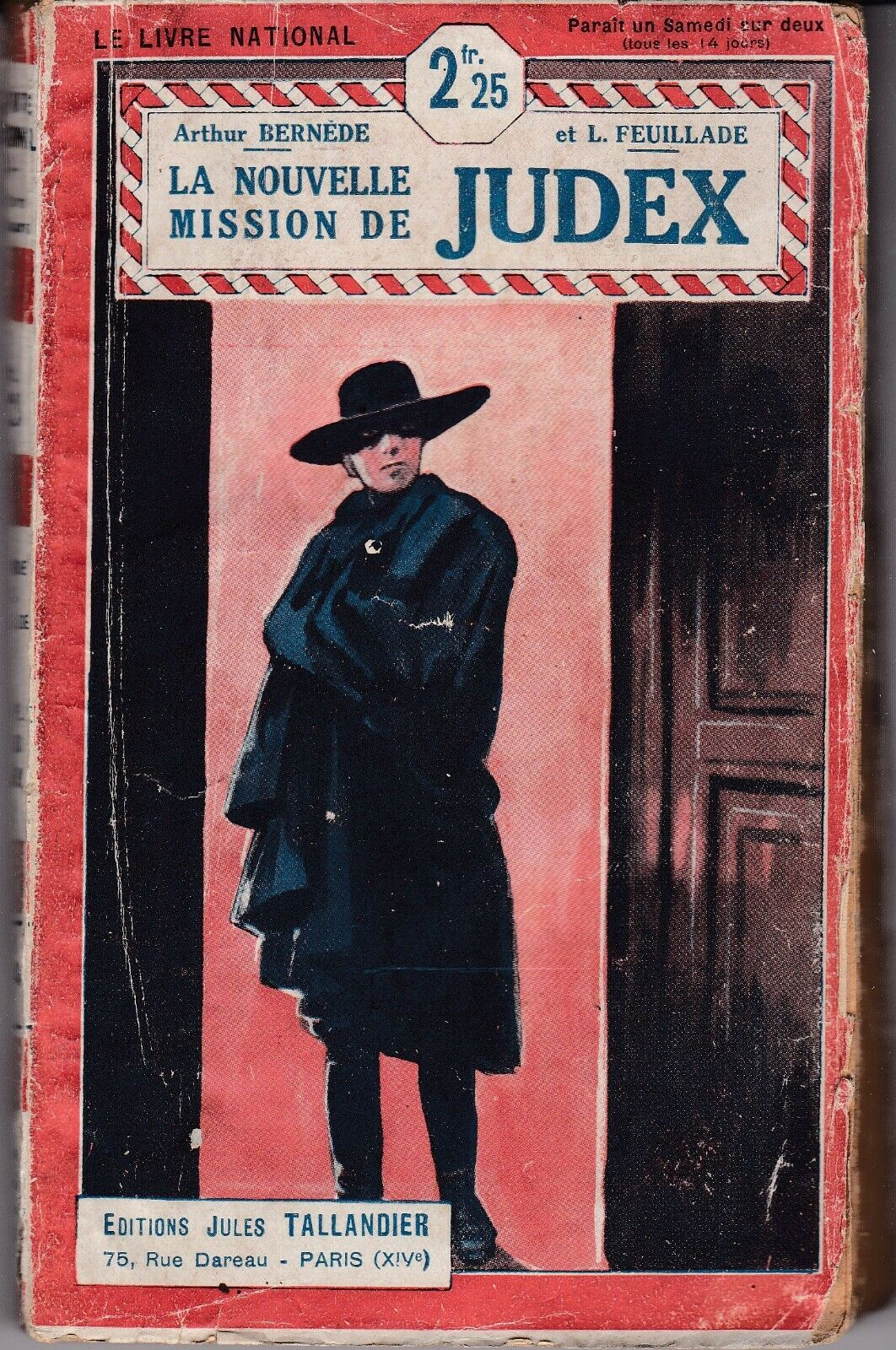
Couverture du roman, La nouvelle mission de Judex, d'Arthur Bernède et Louis Feuillade, aux éditions Tallandier

- 1 - La Nouvelle Mission de Judex
- 2 - L'Adieu au bonheur
- 3 - L'Ensorcelée
- 4 - La Chambre aux embûches
- 5 - La Forêt hantée
- 6 - Une lueur dans les ténèbres
- 7 - La Main morte
- 8 - Les Captives
- 9 - Les Papiers du docteur Howey
- 10 - Les Deux Destinées
- 11 - Le Crime involontaire
- 12 - Châtiment

## Fiche technique
- Réalisation : Louis Feuillade
- Scénario : Louis Feuillade, Arthur Bernède
- Photographie : André Glatti et Léon Klausse
- Décors : Robert-Jules Garnier
- Société de production : Société des Établissements L. Gaumont
- Format : Muet - Noir et blanc - 1,33:1 - 35 mm
- Durée : 374 minutes
- Pays de production : France
- Genre :  Aventure
- Date de sortie : 
  - France : 28 janvier 1918

## Distribution
- René Cresté : Judex
- Marcel Lévesque : Cocantin
- Yvette Andréyor : Jacqueline
- Édouard Mathé : Roger de Trémeuse
- Louis Leubas : Le banquier Favraux
- Gaston Michel : Kerjean
- Émile Keppens : Milton
- Andrew Brunelle : Le docteur Howey
- Juana Borguese : La baronne d'Apremont
- Georgette De Nerys : Primerose
- Olinda Mano : Le petit Jean